# Fruto Chamorro Pérez
Pour les articles homonymes, voir Chamorro (homonymie).
Fruto Chamorro Pérez, né le 20 octobre 1804 à Guatemala au Guatemala et mort le 12 mars 1855, à Granada au Nicaragua, est président du Nicaragua de 1853 jusqu'à sa mort. Il est le premier membre de la famille conservatrice Chamorro à devenir président.

## Biographie
Fruto Chamorro Pérez est né au Guatemala de parents nicaraguayens. Il occupe les fonctions de Directeur suprême de l'État du Nicaragua 1er avril 1853 au 30 avril 1854, puis en application de la nouvelle constitution celle de président de la République du Nicaragua, poste qu'il occupe jusqu'au 12 mars 1855.
Il est l'une des figures les plus importantes du Parti conservateur dont la place principale est la ville de Grenada.
Sous son mandat comme directeur suprême, une Assemblée constituante adopte une nouvelle constitution, terminant la période de dite des Directeurs suprêmes. Le Nicaragua devient une république et institue la présidence pour une période de quatre ans.
Une nouvelle guerre civile éclate entre le Parti conservateur et le Parti libéral à la suite de l'adoption de la Constitution.
Son frère Pedro Joaquín Chamorro Alfaro est président du Nicaragua de 1875 à 1879.